# Seinabo Sey
Pour les articles homonymes, voir Sey.
Seinabo Sey, née le 7 octobre 1990 à Stockholm en Suède, est une auteur-compositeur et interprète suédoise.

## Discographie

### Singles
| Année      | Single                         | Meilleures positions | Meilleures positions | Meilleures positions | Meilleures positions | Meilleures positions              | Meilleures positions | Album         |
| Année      | Single                         | SWE                  | AUT                  | DEN                  | NOR                  | US Billboard Hot Dance/ Club Play | BE                   | Album         |
| ---------- | ------------------------------ | -------------------- | -------------------- | -------------------- | -------------------- | --------------------------------- | -------------------- | ------------- |
| 2013/ 2014 | Younger / Younger (Kygo Remix) | 14                   | 54                   | 12                   | 1                    | 1                                 | 43                   | For Madeleine |
| 2014       | Hard Time                      | –                    | –                    | –                    | –                    | –                                 | –                    | For Madeleine |
| 2015       | Poetic                         | –                    | –                    | –                    | –                    | –                                 | –                    | For Maudo     |